# Campionati svizzeri di sci alpino 1978
Ai Campionati svizzeri di sci alpino 1978 furono assegnati i titoli di discesa libera, slalom gigante, slalom speciale e combinata, sia maschili sia femminili; oltre agli sciatori svizzeri poterono concorrere al titolo anche gli sciatori di nazionalità liechtensteinese.

## Risultati
| Specialità      | Uomini            | Donne                 |
| --------------- | ----------------- | --------------------- |
| Discesa libera  | Silvano Meli      | Bernadette Zurbriggen |
| Slalom gigante  | Heini Hemmi       | Lise-Marie Morerod    |
| Slalom speciale | Andreas Wenzel    | Lise-Marie Morerod    |
| Combinata       | Jean-Luc Fournier | Bernadette Zurbriggen |